# Johnsonpthirus keniae
Johnsonpthirus keniae – gatunek wszy z rodziny Polyplacidae. Powoduje wszawicę. Pasożytuje na gryzoniach z rodziny wiewiórkowatych takich jak: słońcowiórka gambijska (Heliosciurus gambianus), Heliosciurus rufobrachium, Heliosciurus ruwenzorii, zaroślarka akacjowa (Paraxerus cepapi), Paraxerus boehmi, Funisciurus anerythrus, Funisciurus carruthersi.
U samców pierwszy segment anteny dłuższy niż u samic. Wszy te mają ciało silnie spłaszczone grzbietowo-brzusznie. Samica składa jaja zwane gnidami, które są mocowane specjalnym „cementem” u nasady włosa. Rozwój osobniczy trwa po wykluciu się z jaja około 14 dni. Występuje na terenie Afryki w Kenii, Liberii, Namibii, Tanzanii, Ugandzie, Zairze.